# Sébastien Joly
Sébastien Joly (Tournon, 25 de junio de 1979) es un ciclista francés que fue profesional desde 2000 ininterrumpidamente hasta 2011.

## Palmarés
2003
- Route Adélie

2005
- Tour de Limousin, más 1 etapa

2007
- París-Camembert

2009
- 1 etapa del Circuit de Lorraine

## Resultados en Grandes Vueltas y Campeonatos del Mundo
| Carrera         | Carrera         | 2000 | 2001 | 2002 | 2003 | 2004  | 2005  | 2006 | 2007 | 2008 | 2009 | 2010 | 2011 |
| --------------- | --------------- | ---- | ---- | ---- | ---- | ----- | ----- | ---- | ---- | ---- | ---- | ---- | ---- |
|                 | Giro de Italia  | —    | —    | —    | —    | —     | —     | —    | —    | —    | —    | —    | —    |
|                 | Tour de Francia | —    | —    | —    | —    | 146.º | 106.º | Ab.  | —    | —    | Ab.  | —    | —    |
|                 | Vuelta a España | —    | —    | —    | —    | —     | Ab.   | 68.º | —    | Ab.  | —    | —    | —    |
| Mundial en Ruta | Mundial en Ruta | —    | —    | —    | —    | —     | —     | 71.º | —    | —    | —    | —    | —    |

—: no participa

Ab.: abandono

## Equipos
- Bonjour (2000-2002)
- Jean Delatour (2003)
- Crédit Agricole (2004-2005)
- Française des Jeux (2006-2009)
- Saur-Sojasun (2010-2011)